# Pleasures of the Flesh
Pleasures of the Flesh címmel jelent meg az amerikai Exodus második nagylemeze 1987. október 7-én a Combat Records jóvoltából. Az anyagon új énekes mutatkozott be Steve Souza személyében. 1998-ban a Century Media újra kiadta az albumot Európa szerte, míg Japánban a Sony Music Entertainment égisze alatt vált hozzáférhetővé.

## Előzmények
A Bonded by Blood albumot bemutató Combat Tour elnevezésű turné után világossá vált a zenekar számára, hogy meg kell válniuk Paul Baloff énekestől. Kicsapongó életstílusa és mértéktelen alkoholfogyasztása rányomta bélyegét az élő előadások színvonalára is. Ugyanakkor Baloff karakteres színpadi megjelenése nagyban hozzájárult az együttes arculatához, így a zenekar is tudta, hogy nehéz lesz elfogadtatni a rajongókkal egy új énekest. Végül az a Steve Souza lett az énekes, aki korábban a Legacy (a Testament elődzenekara) énekese volt. A Zetro becenévre hallgató énekes is úgy nyilatkozott később, hogy a kettes album hűvösebb fogadtatása nagyrészt az ő személye ellen szólt, csak részben az album anyaga ellen.
Az album megírása és rögzítése csaknem két évet vett igénybe. A munkálatok már akkor megkezdődtek amikor Paul Baloff még a zenekar tagja volt, így az olyan dalokban, mint a Brain Dead, a Seeds of Hate és a Pleasures of the Flesh Baloff is szerzőként van feltüntetve. Egyes demófelvételek fellelhetőek az interneten Baloff énekével, de a nagylemezt már teljes egészében Zetro énekelte fel. A produceri munkálatokban a zenekar aktívabban vett részt, mint korábban így producerként maga a zenekar is fel van tüntetve. Az eredeti borítón a zenekar tagjai kannibálokként lettek volna ábrázolva, amint éppen egy áldozatukat fogyasztják el, végül egy visszafogottabb verzió került a boltok polcaira. Az eredeti festmény csak a picture-disc verzión volt látható, a szélesebb körben elterjedt változaton, a zenekari tagok egy bárpult mögött láthatóak emberi koponyák társaságában. A dalok mondanivalója a debütáláshoz hasonlóan továbbra is az erőszak és a halál témakörét járják körbe. A nyitó Deranged egy hajléktalan pszichopatáról szól, aki a lemezkészítés idején állandóan a stúdió környékén tartózkodott, mígnem egy autóbusz el nem gázolta. A Brain Dead pedig egy kómában fekvő emberről szól, akit lekapcsolnak az életmentő gépekről, míg a címadóban a kannibalizmus kerül szóba.

## Fogadtatás
Az album fogadtatása messze nem volt olyan pozitív, mint a debütáló lemezé. Holt elmondása szerint ebben az új énekes személye mellett az is közrejátszhatott, hogy egyes dalok változást hoztak a korábbi irányhoz képest. A 7 perc feletti Pleasures of the Flesh vagy a Chemi-Kill egy összetettebb, komplexebb Exodust mutatott, előbbiben Michael Pluznick stúdiómuzsikus is közreműködött egzotikus ütős hangszerein, alátámasztva a dal mondanivalóját.
Eduardo Rivadavia az AllMusic kritikusa negatívan írt az anyagról, a lehetséges öt csillagból kettővel jutalmazva azt. Véleménye szerint az album színvonala kiábrándító és kevés reményt hagy a jövőre nézve, így csodával határos volt a következő album a Fabulous Disaster magas színvonala.
Több kritika kiemelte a Holt-Hunolt páros magas színvonalú játékát, hozzátéve, hogy a Bonded by Blood után bölcs döntés volt újabb zenei irányok felé is kitekinteni.
A lemez megjelenését egy négy hetes amerikai turné követte az Anthrax és a Celtic Frost társaságában. 1988 januárjában és februárjában az M.O.D. társaságában játszottak, majd Európa következett a Laaz Rockit zenekarral. Az előadások iránt nagy volt az igény, így az Exodus albuma felkerült a Billboard 200-as listájának a 82. helyére.

## Az album dalai
| #   | Cím                                | Szerző(k)        | Hossz |
| --- | ---------------------------------- | ---------------- | ----- |
| 1.  | Deranged                           | Gary Holt, Souza | 3:46  |
| 2.  | 'Til Death Do Us Part              | Holt, Souza      | 4:50  |
| 3.  | Parasite                           | Holt, Souza      | 4:55  |
| 4.  | Brain Dead                         | Baloff, Holt     | 4:15  |
| 5.  | Faster than You'll Ever Live to Be | Holt, Souza      | 4:26  |
| 6.  | Pleasures of the Flesh             | Baloff, Holt     | 7:37  |
| 7.  | 30 Seconds                         | Holt, Souza      | 0:40  |
| 8.  | Seeds of Hate                      | Baloff, Holt     | 4:57  |
| 9.  | Chemi-Kill                         | Holt, Souza      | 5:46  |
| 10. | Choose Your Weapon                 | Holt, Souza      | 4:52  |

| 11. | Chemi-Kill (élő)                                                         | 5:44 |
| 12. | 'Til Death Do Us Part (élő)                                              | 4:38 |
| 13. | Brain Dead (élő)                                                         | 4:29 |
| 14. | Dirty Deeds Done Dirt Cheap (Young/Young/Scott) (élő, AC/DC feldolgozás) | 4:15 |

## Közreműködők
- Steve "Zetro" Souza – ének
- Gary Holt – gitár
- Rick Hunolt – gitár
- Rob McKillop – basszusgitár
- Tom Hunting – dob

## Listás helyezések
| Lista (1987)      | Legjobb helyezés |
| ----------------- | ---------------- |
| USA Billboard 200 | 82               |

## Produkció
- Producer: Exodus, Marc Senasac és Marc Whitaker
- Felvétel és keverés: Alpha-Omega stúdió, San Fancisco
- Hangmérnök: Marc Senasac és Sylvia Massey
- Maszter: Bernie Grundman